# Kronisk gastrit
Kronisk gastrit eller magsäcksinflammation är en form av gastrit där det råder kronisk inflammation i magsäckens slemhinnor. Det finns en autoimmun form av kronisk gastrit. Vid den sjukdomen kan man hitta antikroppar mot de saltsyreproducerande cellerna. En annan typ är oftast orsakad av magsårsbakterien Helicobacter pylori. Vid båda formerna sjunker saltsyreproduktionen tills den försvinner helt. Vid den autoimmuna formen kan perniciös anemi med vitamin B12-brist förekomma. Bakteriell tillväxt i tarmen kan uppstå.